# 鱼眼镜头

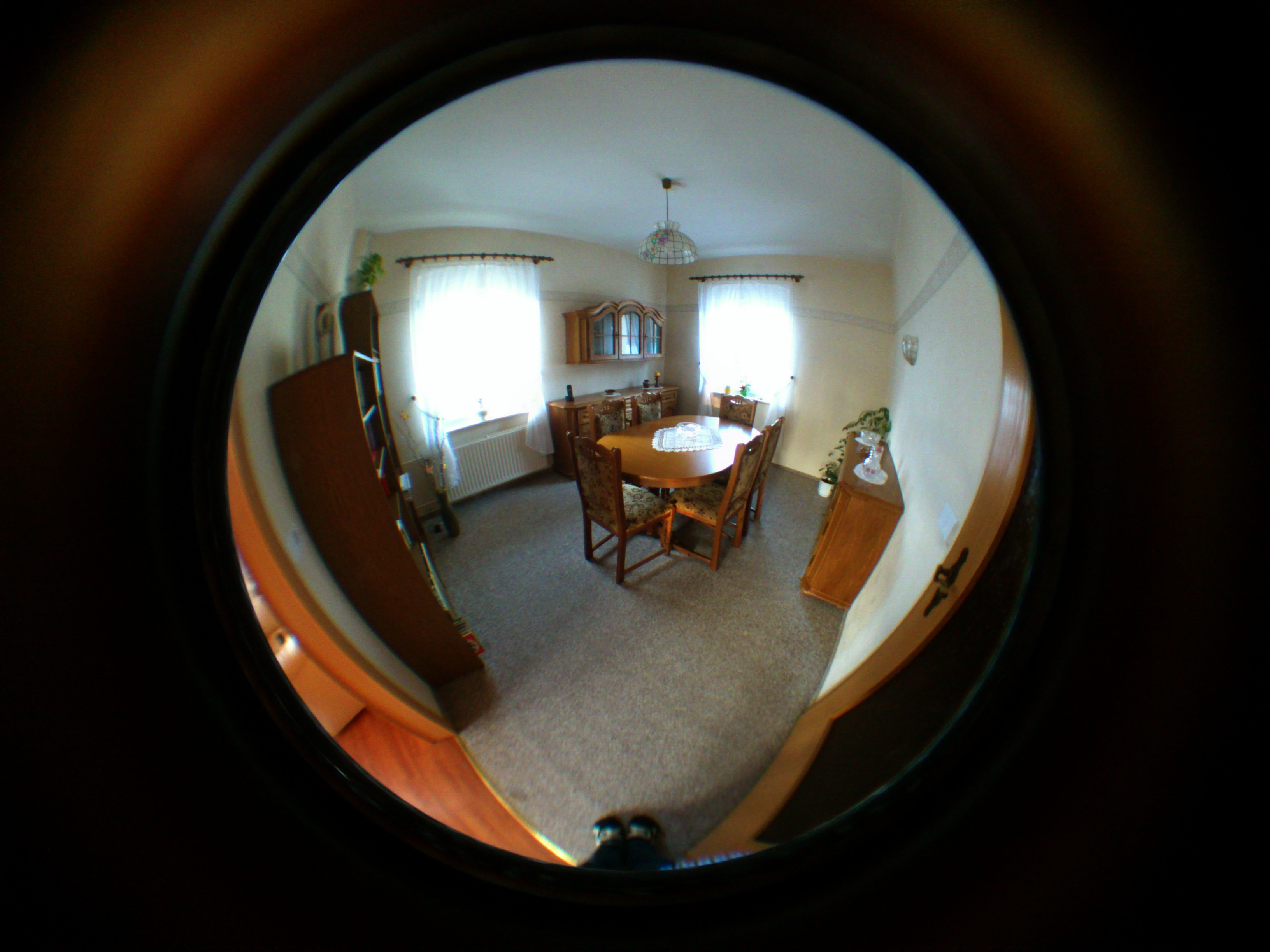
圓形鱼眼镜头的效果

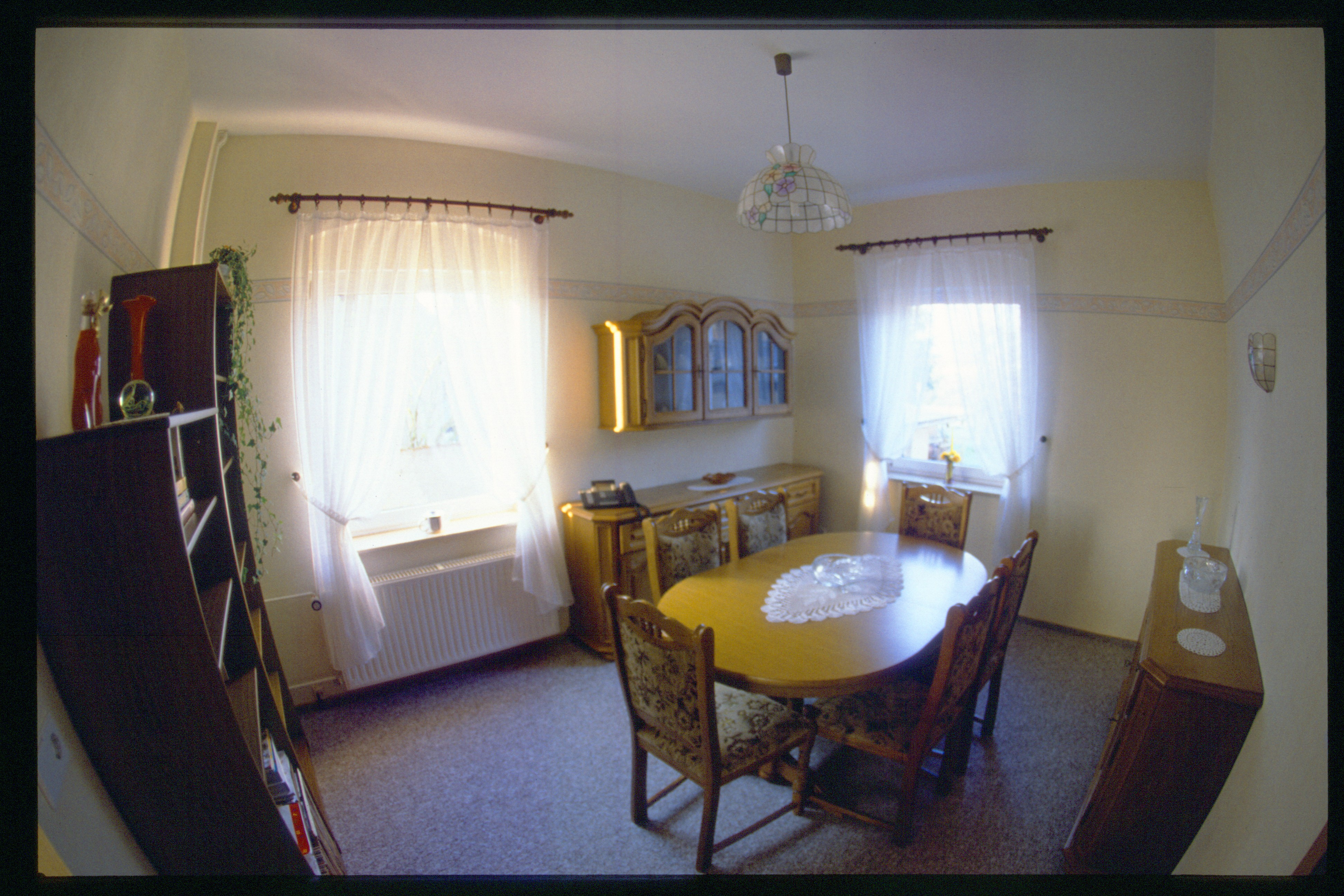
對角線鱼眼镜头的效果

鱼眼镜头指視角接近或等於180°的鏡頭，視角為眾多鏡頭之冠。這類鏡頭一般焦距極短，在135底片格式下，16毫米或焦距更短的鏡頭通常即可認為是魚眼鏡頭，絕大部分的魚眼鏡頭均是定焦鏡頭，只有少部分是變焦鏡頭。依成像可分為圓形魚眼（Circular fisheye，又稱全周魚眼，畫面呈圓形）與對角線魚眼（或，畫面呈方形）其鏡面似魚眼向外凸出，所視的景物，像魚由水中看水面的效果。鱼眼镜头一般用來拍攝廣闊的風景或於室內拍攝。不少攝影師喜歡使用魚眼鏡的誇張變形來營造透視感。歷史上，135画幅最廣的魚眼鏡頭是尼康旗下的6毫米f/2.8，視角接近220°。而富士能研发了世界首台用于五百万像素CCD摄像机的185°广角全方位镜头。

## 应用
鱼眼镜头以起源来说，出于在地面观测穹顶天象变化而设计，盖因为其可以在一张照片内尽可能收录尽可能广的视角，这是广角镜头乃至超广角镜头都做不到的。摄影中也以这一特性来在狭小的场景中记录尽可能多的信息。
与之相对的，鱼眼镜头没有将场景校正为横平竖直的设计，会有较多变形。在摄影应用中，也利用该特性来进行夸张表现。
在安防监控领域，鱼眼镜头也用于狭小空间中。随着运动相机的兴起，如GoPro等也选择为相机配置一枚固定不可更换的鱼眼镜头，力求收录尽量大的视场。
全景摄影中也会选择鱼眼镜头进行拍摄，以提升效率。例如一次成像的全景相机理光THETA，即在机身相对位置布置了两枚鱼眼镜头以采集全天球图像。

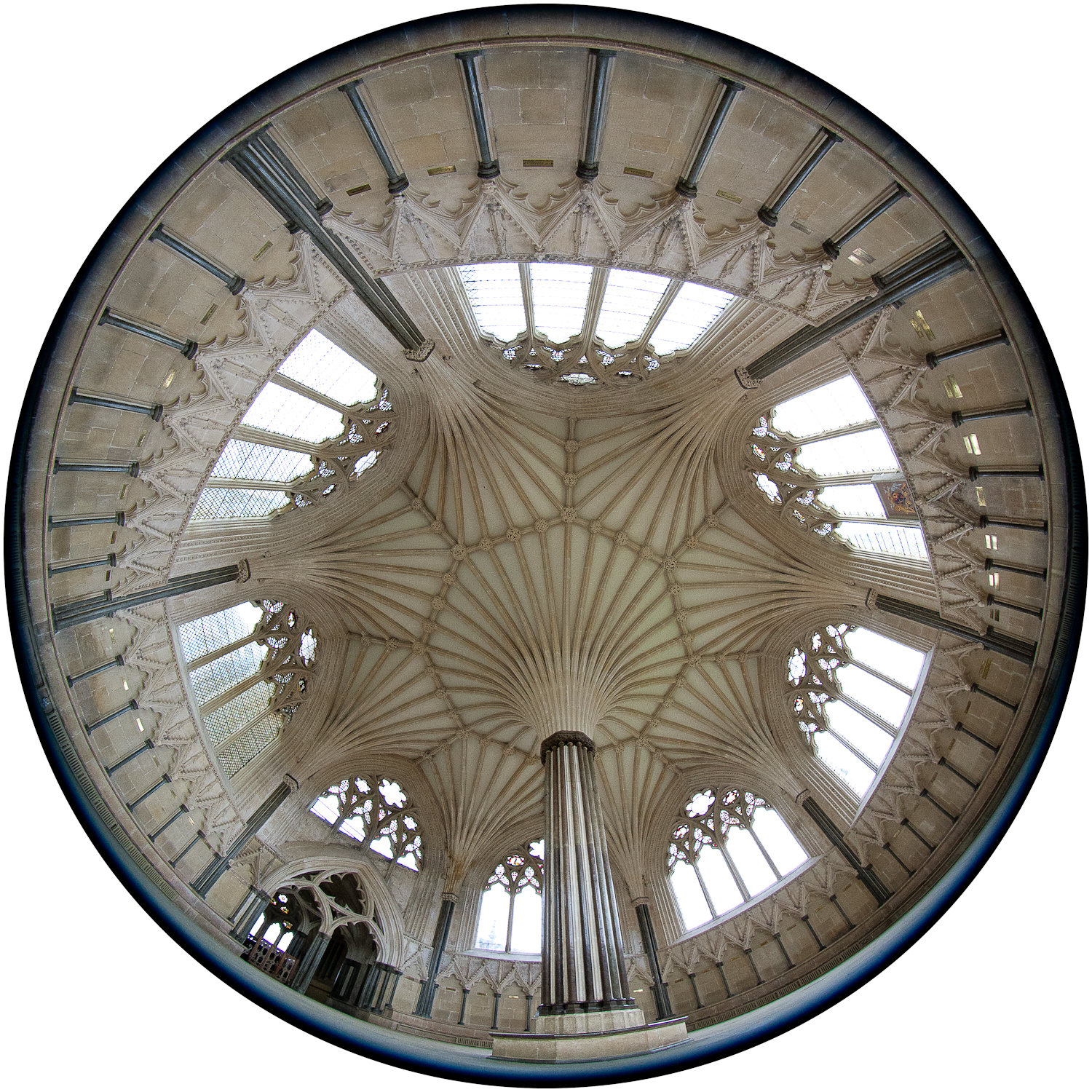
韦尔斯座堂内景
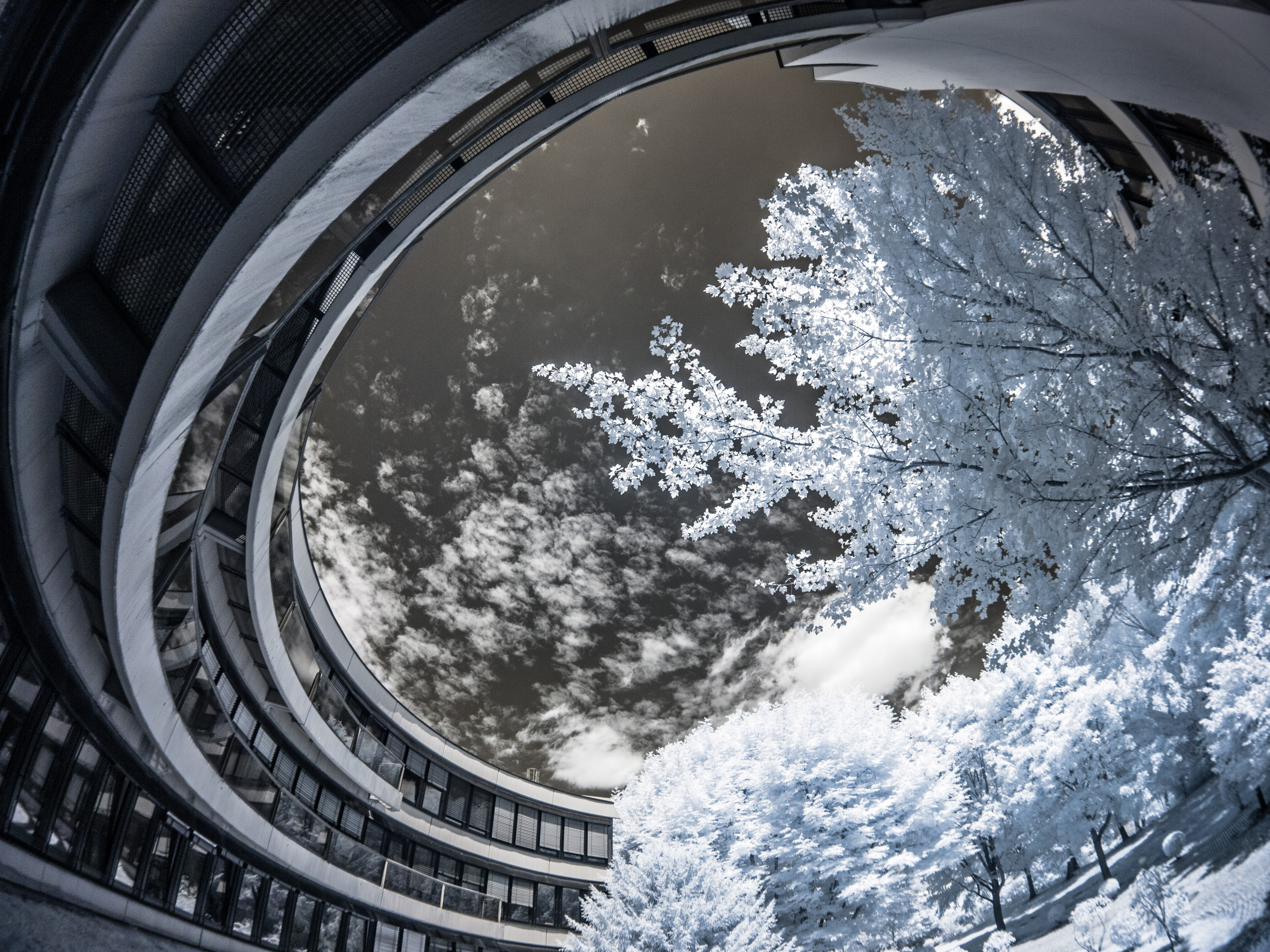
欧洲南方天文台(ESO)内庭
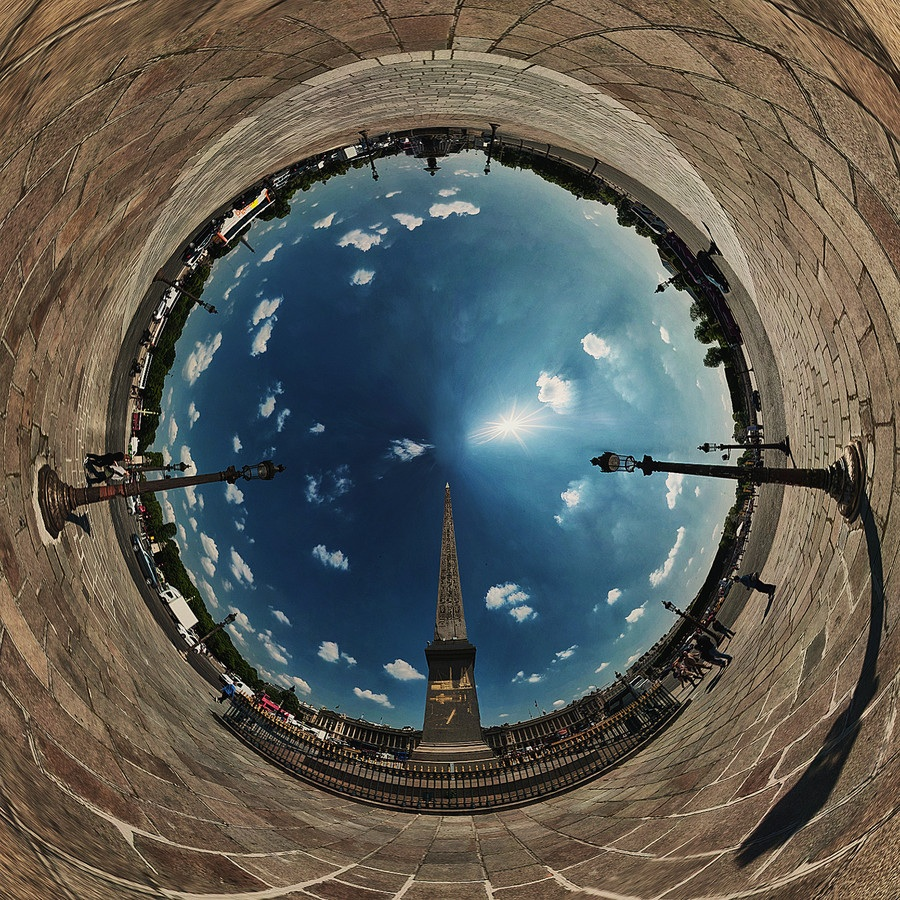
协和广场

## 常見的魚眼鏡頭

### 单反用镜头
单反相机上常见的鱼眼镜头有如下项目：
- Canon FD 7.5mm f/5.6
- Canon EF 15mm f/2.8

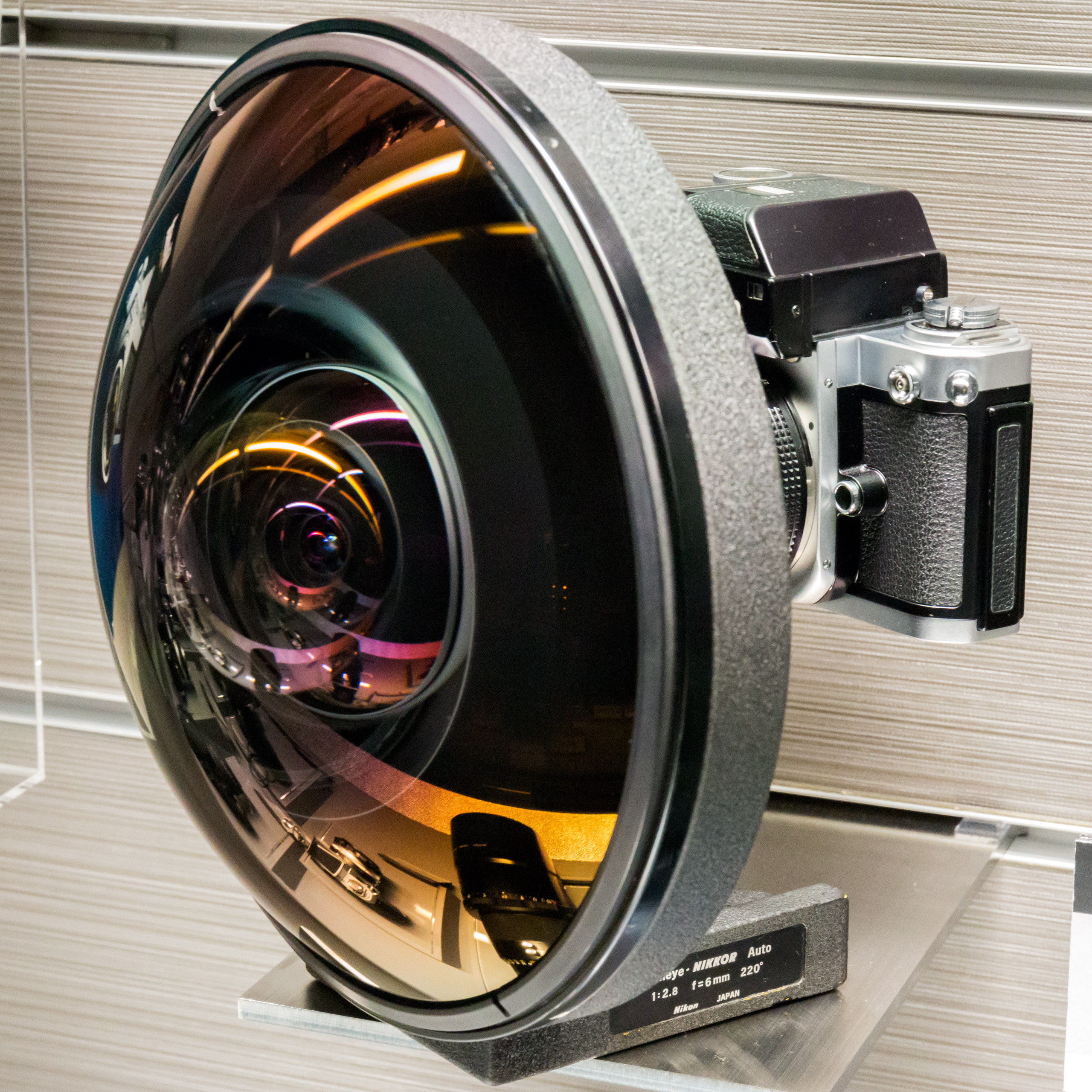
尼康6mm F2.8鱼眼镜头，1972年产。

- Canon EF 8-15mm f/4 USM -S
- Nikkor 8mm f/2.8
- Nikkor 6mm f/2.8
- Nikkor DX AF 10.5mm f/2.8G ED
- Nikkor AF 16mm f/2.8D
- Nikkor AF-S 8-15mm f/3.5-4.5E ED
- Minolta/Sony AF 16mm f/2.8 Fisheye
- Olympus Zuiko Digital ED 8mm f/3.5
- Pentax DA 10-17mm f/3.5-4.5 ED (IF)
- Peleng 8mm f/3.5
- Samyang 8mm f/3.5
- Sigma 4.5mm f/2.8 EX DC
- Sigma 8mm f/3.5 EX DG
- Sigma 15mm f/2.8 EX DG
- Sigma 10mm f/2.8 EX DC
- Sunex 5.6mm f/5.6
- Tokina 10-17mm f/3.5-4.5
- Vemar 12mm f/5.6
- Zenitar MC 16mm f/2.8

### 无反用镜头
而随着无反相机的兴起，也有厂家推出用于适配的鱼眼镜头：
- 奥林巴斯 8mm F1.8 Fisheye Pro[1]
- 松下 Lumix G 8mm F3.5[2]
- 奥林巴斯 BCL-0980
- 三阳 7.5mm F3.5
- 安原制作所 MADOKA
- 三阳 8mm F2.8

除此之外，在既有镜头上添加专门设计的鱼眼附加镜也是常见的一种选择。例如索尼的E16镜头配合ECF-1附加镜，可以实现鱼眼镜头效果。

## 映射方式

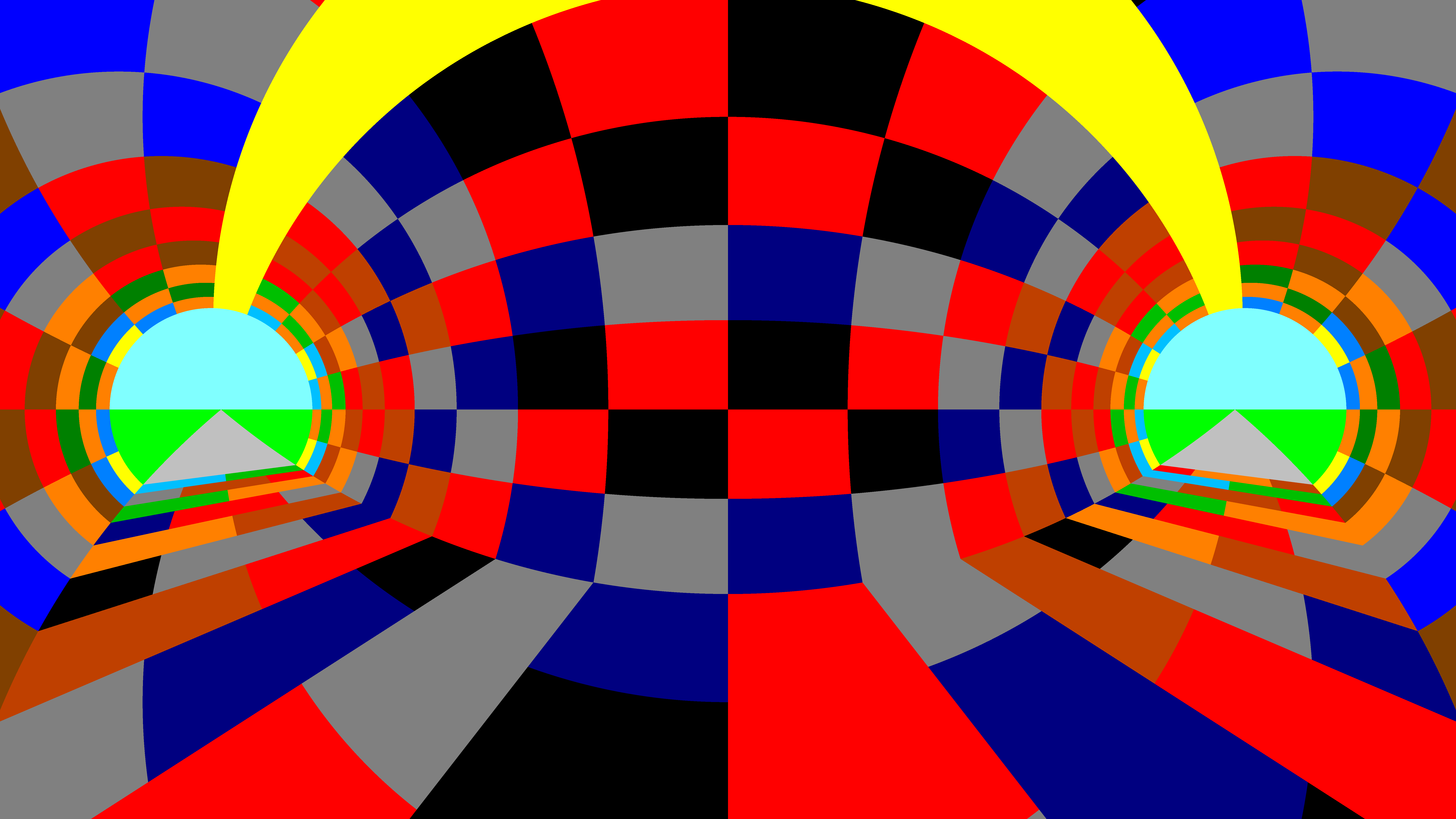
球极投影
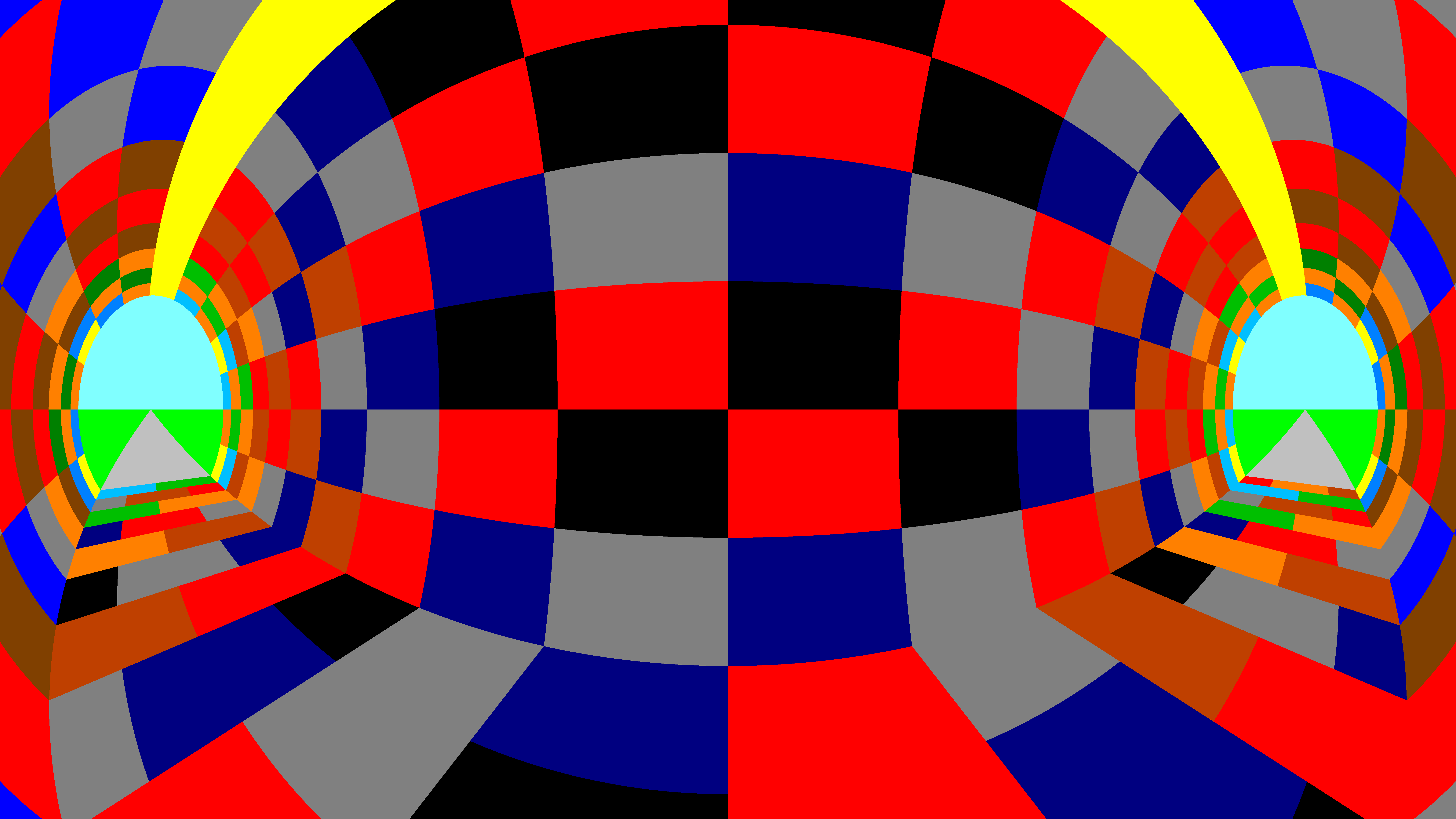
等距投影
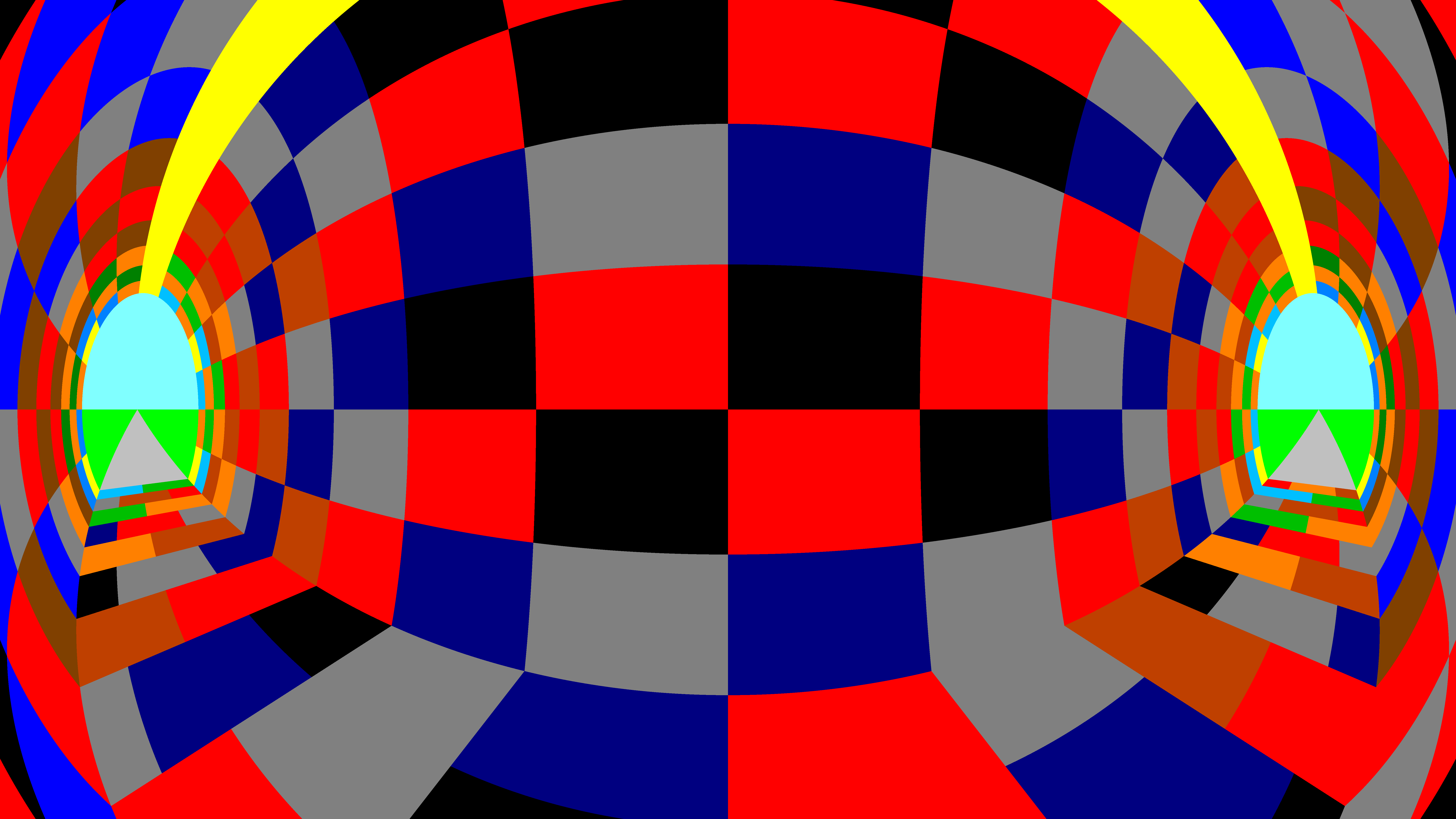
等立体角投影
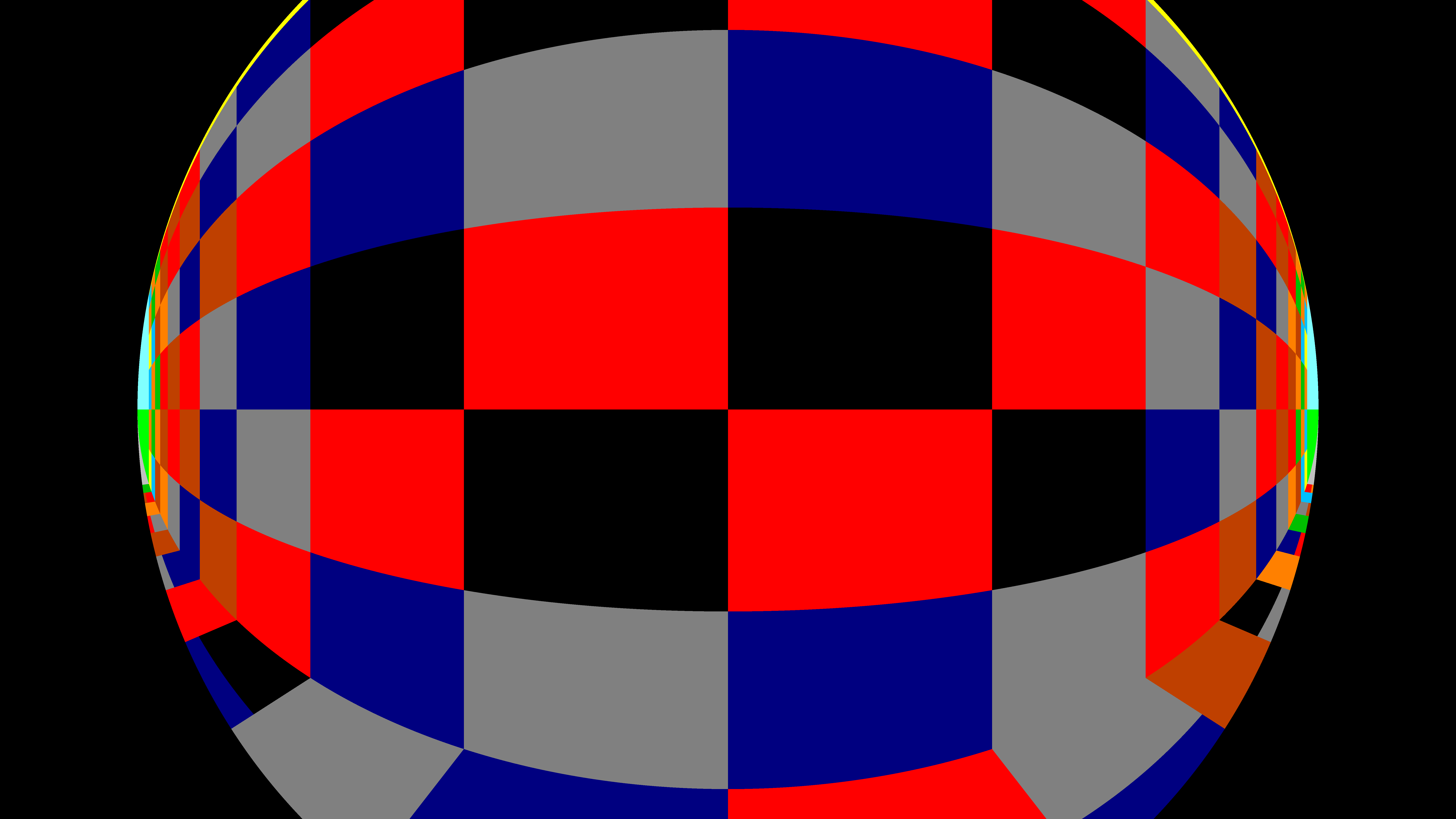
正射投影

鱼眼镜头主要采用四种映射模型：
- 球极投影（保形）：{\displaystyle r=2f\tan(\theta /2)}。该映射能保持角度不变，因边际物体压缩率较低而成为摄影师理想选择。目前仅三阳光学生产此类镜头，但可通过多品牌渠道获得。该模型易通过软件实现。
- 等距投影（线性缩放）：{\displaystyle r=f\cdot \theta }。保持角距恒定，适用于天文测量（如星图制作）。全景工具软件采用此模型。
- 等立体角投影（等积）：{\displaystyle r=2f\sin(\theta /2)}。维持立体角比例，每个像素对应单位球面上的相等区域。可呈现球面镜像特效，适用于云层分级等面积比对，但会压缩边缘物体。此类镜头价格较高但非极端。
- 正射投影：{\displaystyle r=f\sin(\theta )}。保持平面照度恒定，成像呈现最大180°孔径角的球体包裹效果。